# Barum rallye 2009
Barum rallye 2009 byla osmým podnikem Intercontinental Rally Challenge a pátým podnikem i Mezinárodního mistrovství České republiky. Vítězem se stala posádka Jan Kopecký / Petr Starý z České republiky s vozem Škoda Fabia S2000. Rallye obsahovala 15 rychlostních zkoušek o celkových 254,96 kilometrech. Počet zúčastněných byl 106 posádek z toho 39 zahraničních a 24 vozů klasifikace S2000. Velkou premiéru na Barum rallye si odbyl vůz Škoda Fabia S2000. Celkový počet posádek v cíli byl 55.

## Průběh
V pátek proběhla noční superspeciálka v ulicích města Zlína, kterou vyhrál finský jezdec Juho Hänninen před Janem Kopeckým (oba Škoda Fabia S2000). Byla to tak první vyhraná erzeta pro vůz Škoda Fabia S2000. Dvojici doplnil třetí Giandomenico Basso z Itálie s Fiatem Abarth Grande Punto S2000.
Sobotní etapa se skládala z 8 rychlostních zkoušek. První z nich byla Pindula, na které se nejvíce dařilo Janu Kopeckému, který se tak dostal do čela průběžného pořadí. Následovala zkouška Halenkovice, kde opět zvítězil Jan Kopecký se Škodou Fabia S2000. Třetí zkoušku Kudlovice opanoval britský jezdec Kris Meeke s Peugeotem 207 S2000 a posunul se z průběžného devátého místa na páté. Celkově pátou erzetou byla opět Pindula, kde byl opět nejrychlejší Jan Kopecký, který poté vyhrál i další zkoušku Zádveřice. Sedmá erzeta se jela opět v okolí Halenkovic a tentokrát byl nejrychlejší Juho Hänninen. Poslední dvě zkoušky dne vyhrál Jan Kopecký a upevnil si tak své vedení před Freddy Loixem s Peugeotem 207 S2000. Top 5 po první etapě: 1. Jan Kopecký (Škoda Fabia S2000), 2. Freddy Loix, 3. Kris Meeke (oba Peugeot 207 S2000), 4. Juho Hänninen (Škoda Fabia S2000) a 5. Roman Kresta (Peugeot 207 S2000).
Nedělní etapa obsahovala 6 erzet. Hned první Troják zamíchal pořadím, když kvůli technické závadě odstoupil Freddy Loix a na druhé místo se posunul vítěz této rychlostní zkoušky Kris Meeke. Následující Semetín vyhrál Jan Kopecký a jeho náskok na Brita se navýšil na 1 minutu a 9 sekund. Kris Meeke poté vyhrál další dvě rychlostní zkoušky (Komárov a Troják) a lehce snížil náskok Kopeckého. Poslední dvě zkoušky (Semetín a Komárov) vyhrál Juho Hänninen a obhájil tak třetí pozici před dotírajícím se Krestou.

## Výsledky
| 1.  | Jan Kopecký Petr Starý           | Škoda Motorsport Škoda Fabia S2000                         |
| 2.  | Kris Meeke Paul Nagle            | Peugeot UK Peugeot 207 S2000                               |
| 3.  | Juho Hänninen Mikko Markkula     | Škoda Motorsport Škoda Fabia S2000                         |
| 4.  | Roman Kresta Petr Gross          | Tescoma Rally Team Peugeot 207 S2000                       |
| 5.  | Martin Prokop Jan Tománek        | BF Goodrich Drivers Team Peugeot 207 S2000                 |
| 6.  | Pavel Valoušek jun. Zdeněk Hrůza | Delimax Team Škoda Fabia S2000                             |
| 7.  | János Tóth jun. Róbert Tagai     | Peugeot Total Hungária Rallye Team Peugeot 207 S2000       |
| 8.  | Václav Pech jun. Petr Uhel       | EuroOil Čepro Czech National Team Mitsubishi Lancer Evo IX |
| 9.  | Michal Solowow Maciej Baran      | Cersanit Rally Team Peugeot 207 S2000                      |
| 10. | Luca Rossetti Matteo Chiarcossi  | Abarth & Co. SpA Fiat Abarth Grande Punto S2000            |